# Hantverksbryggeriet
Hantverksbryggeriet är ett mikrobryggeri i Västerås som bildades 2003.
De brygger överjäst öl i små mångder till Ica, Systembolaget och pubar i närområdet och Stockholm. Deras ölnamn och formgivning för tankarna till medeltiden med produkter som Narren (ESB), Sotarn (stout) och Bödeln (India Pale Ale).